# Алаш (Сайрамский район)
Алаш (каз. Алаш, до 2018 г. — Чапаево) — село в Сайрамском районе Туркестанской области Казахстана. Входит в состав Аксукентского сельского округа. Код КАТО — 515230300.

## Население
В 1999 году население села составляло 1807 человек (910 мужчин и 897 женщин). По данным переписи 2009 года, в селе проживал 3221 человек (1614 мужчин и 1607 женщин).